# Gungsong Gungcän
Gungsong Gungcän (གུང་རི་གུང་བཙན།; Wylie: Gung ri Gung bTzan) byl jediným známým synem Songcän Gampa (* 605/617?–† 649?–655), tibetského krále, a princ Tibetské říše v dynastii Jarlung.
Songcän Gampo měl celkem 5 manželek, přičemž nejznámější jsou Wen-čcheng (Gjaza) a Bhrkutí (Balza). Gungsong Gungcänova matka Mongza Thičam z Tölungu patřila mezi Songcän Gampovy méně známé ženy. Gungsong Gungcän přebral trůn po svém otci ve třinácti letech, po pěti letech však zemřel a Songcän Gampo se proto chopil vlády znovu.